# 複齒鼯鼠
複齒鼯鼠（學名：Trogopterus xanthipes），又名寒号鸟、橙足鼯鼠、黄足鼯鼠、寒号虫、寒搭拉虫，英語名complex-toothed flying squirrel，是一種生活於中國南部，包括湖北、湖南、貴州、四川以及雲南的鼯鼠。雖然複齒鼯鼠屬（Trogopterus）中共有5個曾描述的物種，但是目前認為這些動物皆為複齒鼯鼠。此外，與複齒鼯鼠相近的毛足飛鼠（Belomys pearsoni），有時也被歸類為複齒鼯鼠屬。
複齒鼯鼠的粪便是著名活血止痛中药五靈脂。

## 保护
本种于2023年被收录入《有重要生态、科学、社会价值的陆生野生动物名录》。